# Pandariya
Pandariya é uma cidade e uma nagar panchayat no distrito de Kawardha, no estado indiano de Chhattisgarh.

## Demografia
Segundo o censo de 2001, Pandariya tinha uma população de 12 453 habitantes. Os indivíduos do sexo masculino constituem 51% da população e os do sexo feminino 49%. Pandariya tem uma taxa de literacia de 59%, inferior à média nacional de 59,5%: a literacia no sexo masculino é de 69% e no sexo feminino é de 48%. Em Pandariya, 16% da população está abaixo dos 6 anos de idade.